# 희성전자
희성전자(喜星電子, 영어: Heesung Electronics LTD.)는 희성그룹 계열의 전자 제품 제조 기업이다.

## 연혁
- 1957년 8월 삼영수지공업사 설립
- 1974년 10월 '상남기업(주)'로 상호 변경
- 1982년 1월 '상농기업(주)'로 상호 변경
- 1999년 9월 진례공장 준공
- 2001년 3월 대구1공장 준공
- 2002년 9월 중국 난징 법인 설립
- 2003년 5월 희성전자(주)로 상호 변경
- 2005년 11월 대구2공장 준공
- 2006년 1월 파주공장 가동
- 2010년 2월 중국 광저우 법인 설립
- 2014년 2월 중국 옌타이 법인 설립
- 2014년 2월 이집트 법인 설립
- 2015년 10월 베트남 법인 설립
- 2016년 9월 인도네시아 법인 설립
- 2017년 2월 폴란드 므와바 공장 이전

## 제품
- LCM (Liquid Crysral Module) 모듈
- 백라이트 유닛(Back Light Unit)
- 터치스크린 패널(Touch Screen Panel)

## 해외 사업장 현황
- 중국 난징
- 중국 광저우
- 중국 옌타이
- 폴란드 므와바
- 폴란드 브로츠와프
- 베트남 하이퐁
- 이집트 카이로
- 인도네시아 치카랑